# MustSee
MustSee was een Nederlandse bioscoopketen, opgericht door Wolff Cinema Groep en Minerva Bioscopen.
Minerva Bioscopen is overgenomen door Pathé. Pathé heeft vestigingen van het voormalige MustSee in het nieuwbouwproject Zuidpoort in Delft (sinds 4 november 2010 Pathé Delft), op het Pieter Vreedeplein in de binnenstad van Tilburg (sinds 4 november 2010 Pathé Tilburg) en in het Turfschip aan het Chasséveld in Breda Centrum (sinds 4 november 2010 Pathé Breda).
Een nieuwe vestiging stond gepland in Utrecht. Door de overname van Pathé wordt dat geen MustSee-theater meer. De vestiging in Zaandam ging in april 2010 als Pathé Zaandam open, en die in Haarlem als Pathé Haarlem.
Wolff Cinema Groep bezat in het stadion Euroborg het voormalige MustSee Groningen, dat sinds 1 september 2011 Wolff Groningen heette. Echter sinds Wolff in juli 2014 werd overgenomen is deze vestiging een Kinepolis geworden.
De huisstijl van MustSee werd gedomineerd door de weergave van de naam "MustSee" en de namen van de zalen e.d. met letters die uit losse cirkelvormige pixels bestonden.
In 2018 werd de naam MustSee overgenomen door het internationale toeristenplatform MUST SEE.

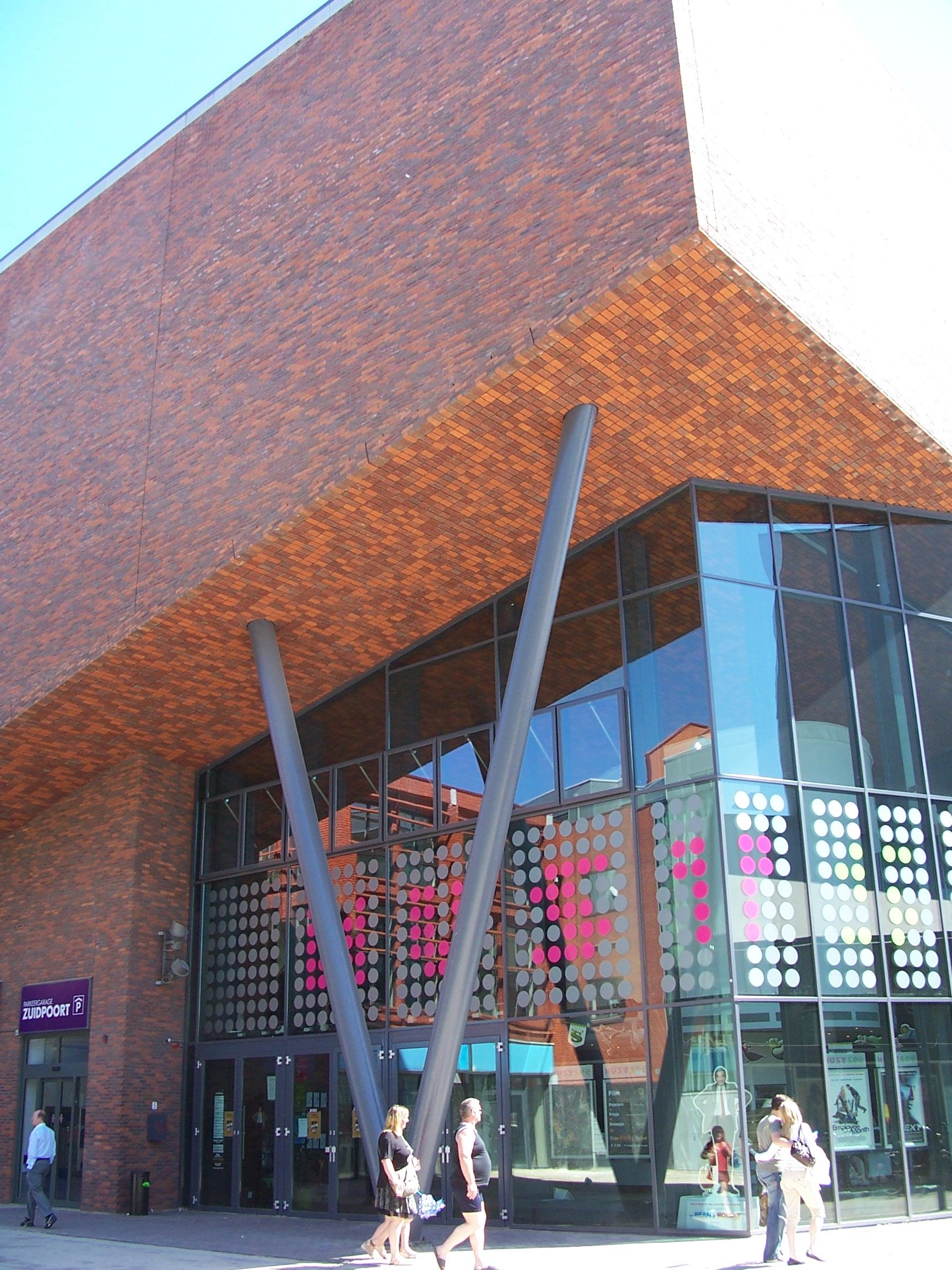
Pathé Delft
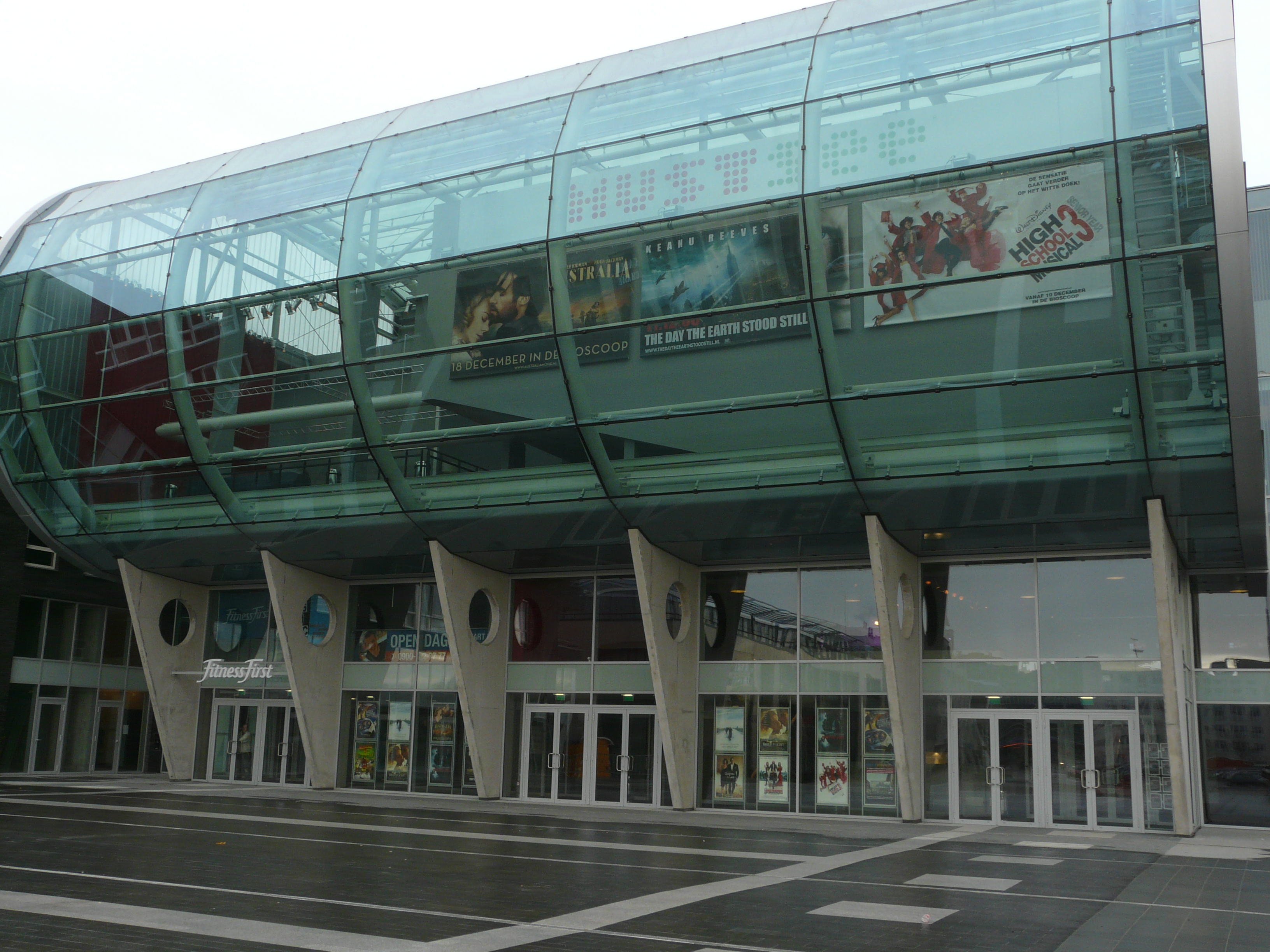
Pathé Breda
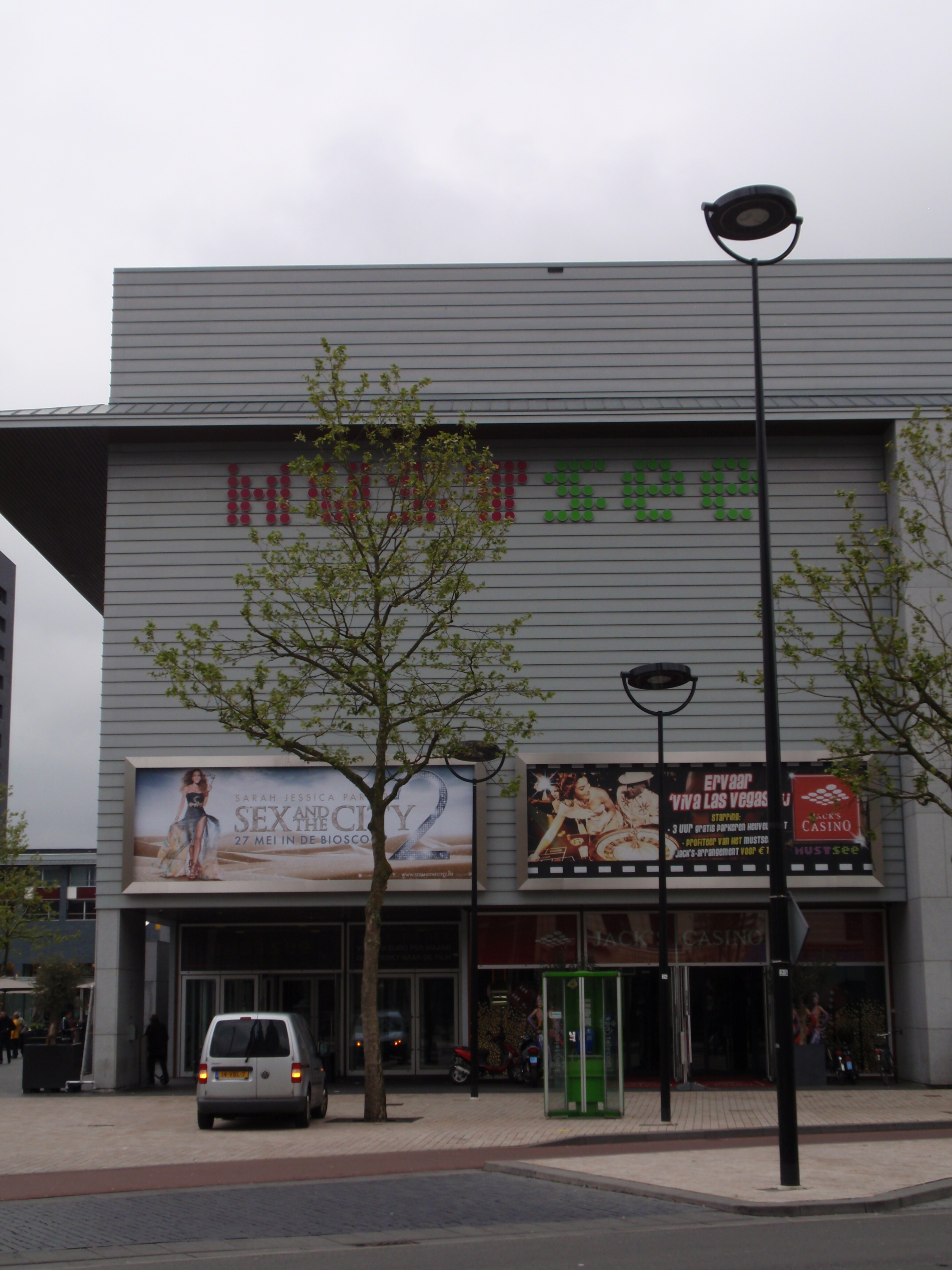
Pathé Tilburg